# Bolstads socken
Bolstads socken i Dalsland ingick i Sundals härad och området ingår sedan 1971 i Melleruds kommun och motsvarar från 2016 Bolstads distrikt.
Socknens areal är 60 kvadratkilometer varav 59,20 land. År 2000 fanns här 485 invånare. Godset Kvantenburg, det tidigare slottet Dalaborg samt sockenkyrkan Bolstads kyrka ligger i socknen.   

## Administrativ historik
Socknen har medeltida ursprung. 
Vid kommunreformen 1862 övergick socknens ansvar för de kyrkliga frågorna till Bolstads församling och för de borgerliga frågorna bildades Bolstads landskommun. Landskommunen utökades 1952 och uppgick 1969 i Melleruds köping som 1971 ombildades till Melleruds kommun. Församlingen utökades 2010. 1 januari 2025 uppgick församlingen i Melleruds församling.
1 januari 2016 inrättades distriktet Bolstad, med samma omfattning som församlingen hade 1999/2000.  
Socknen har tillhört län, fögderier, tingslag och domsagor enligt vad som beskrivs i artikeln Sundals härad. De indelta soldaterna tillhörde Västgöta-Dals regemente och Sundals kompani.

## Geografi
Bolstads socken ligger söder om Mellerud vid Vänern kring Dalbergsån. Socknen är en slättbygd på Dalboslätten.
Den medeltida borgen Dalaborg låg vid Vänerns strand. Senare sätesgårdar var Kvantenburgs herrgård och Ekarebols herrgård.

## Fornlämningar
Hällkistor från stenåldern är funna. Från bronsåldern finns gravrösen och en hällristning. Från järnåldern finns gravar.

## Namnet
Namnet skrevs 1378 Byrstadhoom och kommer från kyrkbyn. Efterleden är sta(d), 'ställe, plats'. Förleden innehåller möjligen byrdh, 'bärning, bärställe' syftande på ett smalt och forsrikt ställe i ett vattendrag vid kyrkan.

## Befolkningsutveckling
| Befolkningsutvecklingen i Bolstads socken 1780–1990                                                     | Befolkningsutvecklingen i Bolstads socken 1780–1990 | Befolkningsutvecklingen i Bolstads socken 1780–1990 | Befolkningsutvecklingen i Bolstads socken 1780–1990 | Befolkningsutvecklingen i Bolstads socken 1780–1990 |
| --- | --------------------------------------------------- | --------------------------------------------------- | --------------------------------------------------- | --------------------------------------------------- |
| |                                                     |                                                     |                                                     |                                                     |
| År |                                                     |                                                     | Folkmängd                                           |                                                     |
| 1780 | 1780                                                |                                                     | 1 215                                               |                                                     |
| 1790 | 1790                                                |                                                     | 1 204                                               |                                                     |
| 1810 | 1810                                                |                                                     | 1 217                                               |                                                     |
| 1820 | 1820                                                |                                                     | 1 595                                               |                                                     |
| 1830 | 1830                                                |                                                     | 1 804                                               |                                                     |
| 1840 | 1840                                                |                                                     | 1 935                                               |                                                     |
| 1850 | 1850                                                |                                                     | 2 068                                               |                                                     |
| 1860 | 1860                                                |                                                     | 2 290                                               |                                                     |
| 1870 | 1870                                                |                                                     | 2 354                                               |                                                     |
| 1880 | 1880                                                |                                                     | 2 379                                               |                                                     |
| 1890 | 1890                                                |                                                     | 1 817                                               |                                                     |
| 1900 | 1900                                                |                                                     | 1 670                                               |                                                     |
| 1910 | 1910                                                |                                                     | 1 423                                               |                                                     |
| 1920 | 1920                                                |                                                     | 1 303                                               |                                                     |
| 1930 | 1930                                                |                                                     | 1 246                                               |                                                     |
| 1940 | 1940                                                |                                                     | 1 237                                               |                                                     |
| 1950 | 1950                                                |                                                     | 1 067                                               |                                                     |
| 1960 | 1960                                                |                                                     | 873                                                 |                                                     |
| 1970 | 1970                                                |                                                     | 649                                                 |                                                     |
| 1980 | 1980                                                |                                                     | 549                                                 |                                                     |
| 1990 | 1990                                                |                                                     | 524                                                 |                                                     |
| Anm: Källor: Umeå universitet - Tabellverket 1749-1859, Demografiska databasen, CEDAR, Umeå universitet |                                                     |                                                     |                                                     |                                                     |